# Konec básníků v Čechách
Konec básníků v Čechách je česká filmová komedie z roku 1993 a čtvrtý díl básnické hexalogie režiséra Dušana Kleina na námět Ladislava Pecháčka. Původně byl míněn jako díl poslední, po deseti letech však vzniklo další pokračování. Hlavní role hrají Pavel Kříž, David Matásek, Tereza Brodská a Míla Myslíková.
Tématem dílu jsou turbulentní společenské změny po sametové revoluci a Štěpánova neschopnost přizpůsobit se novým dravým poměrům raného kapitalismu. Film je ovšem kritikou i diváky hodnocen podstatně hůře než předešlé tři díly, je mu vytýkána žánrová roztříštěnost, uspěchanost produkce nebo přílišná schematičnost.

## Děj
Děj filmu se odehrává po sametové revoluci, kdy se všichni vyrovnávají s novými poměry a různou měrou se chápou svobodných příležitostí. Kendy (David Matásek), který nyní pracuje jako reportér a reklamní režisér, natočí se Štěpánem (Pavel Kříž) rozhovor, kvůli kterému (resp. své přílišné upřímnosti) je Štěpán vyhozen z nemocnice. Vrací se zpět do rodného Hradiště, kde se také vše mění. Maminka (Míla Myslíková) pracuje stále jako švadlena, chodí ovšem do obnoveného Sokola a snaží se svému rozvedenému, nezaměstnanému a rozčarovanému synovi dohodit nějaké zaměstnání i partnerku.
Štěpán prochází nabídkou práce v soukromé klinice nebo jako ředitele polikliniky, vždy je ale znechucen nemorálností, kterou by jeho post vyžadoval. Seznámí se s citlivou a zásadovou lékárnicí Ute (Tereza Brodská), která nemá ráda dotyky na uších („Na ucho ne!“). Nakonec Štěpán odchází pracovat do kláštera, ve kterém se řádové sestry starají o mentálně postižené děti.

## Obsazení
| Pavel Kříž             | Štěpán Šafránek   |
| David Matásek          | Kendy             |
| Tereza Brodská         | Ute               |
| Míla Myslíková         | maminka           |
| Jana Hlaváčová         | Tonička           |
| Josef Somr             | profesor Ječmen   |
| Lenka Kořínková        | Vránová           |
| Eva Vejmělková         | Píšťalka          |
| Adriana Tarábková      | Jeskyňka          |
| Barbora Štěpánová      | Bedřiška          |
| Pavel Zedníček         | Písařík           |
| Oldřich Navrátil       | Nádeníček         |
| Josef Větrovec         | ředitel           |
| Tomáš Töpfer           | Sahulák           |
| Jaroslava Obermaierová | madam             |
| Ondřej Vetchý          | Karabec           |
| Marek Vašut            | lékař             |
| Antonín Procházka      | ředitel nemocnice |
| Stanislav Zindulka     | Lorenc            |
| Miroslav Táborský      | Hanousek          |
| Hana Ševčíková         | sestra v ústavu   |
| Stanislava Bartošová   | pacientka         |
| Markéta Hrubešová      | sekretářka        |